# Hale County (Texas)
Hale County je okres ve státě Texas v USA. K roku 2010 zde žilo 36 273 obyvatel. Správním městem okresu je Plainview. Celková rozloha okresu činí 2 603 km².